# Нікітін Ростислав Олегович
Ростисла́в Оле́гович Нікі́тін (1994—2014) — старший солдат Збройних сил України, учасник російсько-української війни.

## Життєпис
Народився 1994 року в місті Дніпропетровськ. Навчався у дніпропетровській ЗОШ № 62. 2012-го закінчив дніпропетровський Ліцей з посиленою військово-фізичною підготовкою. Проходив строкову службу в розвідувальній роті 79-ї окремої аеромобільної бригади в 2012 році.
Старший стрілець, 25-та окрема повітрянодесантна бригада.
Загинув 30 липня 2014 року в часі потужних обстрілів, які вчинили бойовики з РСЗВ «Град», позицій українських військ та одночасної атаки із засідки — на колону БТРів десантників поблизу Шахтарська. Тоді ж загинув Посохов Дмитро Вікторович.
Вдома лишилися дружина та рідна бабуся, яка виховувала його з підліткового віку.
Похований у місті Дніпро, Краснопільський цвинтар.

## Нагороди та вшанування
- 14 листопада 2014 року за особисту мужність і героїзм, виявлені у захисті державного суверенітету та територіальної цілісності України, вірність військовій присязі під час російсько-української війни, відзначений — нагороджений орденом «За мужність» III ступеня (посмертно).
- 1 вересня 2016 року на фасаді будівлі загальноосвітньої школи № 62 (вулиця Будівельників, 26) йому відкрито меморіальну дошку.
- в Дніпровському ліцеї з посиленою військово-фізичною підготовкою Ростиславу Нікітіну відкрито меморіальну дошку[1].